# Les Brasses
Le massif des Brasses ou Les brasses est une station de sports d'hiver de moyenne montagne des Alpes, située plus précisément sur le territoire communal de quatre communes Bogève, Onnion, Viuz-en-Sallaz et Saint Jeoire, dans le département de la Haute-Savoie en France. Depuis 2021, la station est présidée par Antoine Valentin, le maire de Saint-Jeoire. 

## Géographie

### Localisation
La station est située sur quatre communes : Bogève, Onnion, Viuz-en-Sallaz et Saint-Jeoire.
Elle est installée sur les pentes de la pointe des Brasses, dans le massif du Chablais.
Située à proximité de grands centres urbains comme Annemasse ou Genève, cette station reste un atout majeur pour l’économie locale en période hivernale.

### Accès à la station
Par la route :
- Autoroute A40 Sortie 15 : Vallée Verte puis direction → Saint-Jeoire / Samoëns.
- En car ligne 102 Annemasse – Sixt.

Par le train :
- Gare TGV d’Annemasse à 17 km de Viuz-en-Sallaz.
- Gare TGV de Genève à 25 km de Viuz-en-Sallaz.

En avion :
- Aéroport Genève-Cointrin à 43 km de Viuz-en-Sallaz par l’A40.
- Aéroport Lyon-Saint Exupéry à 170 km de Viuz-en-Sallaz par l’A40/A43.
- Aéroport Annecy-Meythet à 48 km de Viuz-en-Sallaz par l’A410.

## Toponymie
Les Brasses est un toponyme provenant du nom d'un alpage au-dessus de Viuz-en-Sallaz et Saint-Jeoire. Il pourrait dériver du mot allemand Brache, qui désigne un terrain en friche ou en jachère.

## Histoire
Implantée sur le territoire des quatre communes, la station de sports d’hiver des Brasses voit le jour en 1970.
Les communes d’Onnion, Bogève, Saint-Jeoire, Viuz-en-Sallaz, après délibération de chaque conseil municipal, s’engagent pour former un syndicat des communes pour l’équipement du Massif des Brasses.
Le premier président fut Monsieur Levret, maire de Viuz-en Sallaz.
Il est à noter toutefois que le ski de « loisirs » était pratiqué à Bogève avant cette date.
En 1971, le comité du syndicat se penche sur divers projets concernant les structures principales : projet de voirie, étude de pistes, électrification du site et première prise de contact avec les propriétaires du terrain.
Dès 1973, les premiers téléskis voient le jour : Chaîne d’Or, Bonnatrait et La Pointe. Puis viennent, en 1974 les Lavoëts et les Rotys, en 1975 le téléski du Crépyr, en 1977 le baby de Chaîne d’Or, et en 1981 les téléskis de La Mouille et des Allys.
Les années 1972-73 marquent le début des travaux les plus importants. La construction d’un chalet d’accueil et l’achat de deux dameuses complètent le dispositif.
En 1976, un aménagement des routes d’accès est réalisé et en 1980, de nouvelles pistes sont conçues.
Le télésiège de Mont Meton est mis en place en 1983, puis ceux de Château Cornu et le débrayable de Chenevières en 1985. 
De 1990 à 2008, l’évolution de la station va suivre son cours tout en sachant s’adapter et profiter des nouvelles techniques : nouveau télésiège débrayable, nivellement de certaines pistes et afin de pallier un éventuel manque de neige, cinquante-trois canons produisent de la neige artificielle.
Les premiers enneigeurs sont installés en 1994 sur le secteur des Chenevières. Puis dès 2003, le secteur de Chaîne d’Or et en 2004 jusqu’à La Pointe.  
En 2006, la piste bleue est créée, puis profilée.
En 2007, la station est labelisée ISO 9001 pour la première fois.
En 2008, les 2 offices de tourisme de Viuz en Sallaz et Saint Jeoire fusionnent et forment la Maison des Brasses. 
En 2009, de gros travaux de terrassement sont faits sur le secteur des Places et un nouveau parc de stationnement est créé à Chaîne d’Or.
En 2010, la retenue collinaire est réalisée pour alimenter les enneigeurs, qui désormais recouvrent environ 40 % des pistes de la station.
En 2011, le parking de Chaîne d’Or voit naitre deux nouveaux bâtiments, d’architecture « chalets » qui seront les nouvelles caisses et les toilettes publiques.
En 2013, création d’un nouveau bâtiment, toujours d’architecture « chalet » sur le domaine nordique de Plaine-Joux qui accueille les caisses, le poste de secours et l’ESF(Ecole de Ski Français).
En 2014, les parkings de Chaîne d’Or et des Places sont goudronnés.
En 2015, aménagement du secteur des Places, avec l’installation de la neige de culture, du terrassement sur les pistes, du Crépyr, des Rotys, le virage des Bons et sous les Lavoets.
Cette même année, le téléski des Lavoets est remis en état de marche, après de longues années d'inactité. La réouverture de ce téléski permet désormais de rejoindre le secteur de Chaine-d'or sans emprunter le télésiège de Château-Cornu.
En 2020, la station connaît d'importants problèmes de gestion, qui poussent le Président Martial Macherat, élu à Viuz-en-Sallaz, à démissionner.
En 2021, sous l'impulsion du nouveau président, Antoine Valentin, la station réalise plusieurs investissements, dont un nouveau tapis dans le jardin d'enfants, le profilage de la piste "Brasses'cup", la rénovation du restaurant d'altitude "le panoramique". Cette même année, les erreurs de gestion du précédent président, Martial Macherat, sont révélées par la presse locale. Le syndicat intercommunal doit faire face à d'importants troubles internes et à une profonde restructuration qui permet le sauvetage in extremis de la station de ski par son nouveau président.

## La station

### Gestion
La station a la forme d'un SIVU, elle est présidée par Antoine Valentin, maire de Saint-Jeoire.

### Promotion et positionnement
La station n'est affilié à aucun label.

### Hébergement et restauration
En 2015, la capacité d'accueil de la station, estimée par l'organisme Savoie Mont Blanc, est de 7 549 lits touristiques répartis dans 1 375 établissements. Les hébergements se répartissent comme suit : 27 meublés; 3 hôtels ; 2 structures d'hôtellerie de plein air ; 6 centres ou villages de vacances/auberges de jeunesse ; un refuge ou gîte d'étape. Il y a également deux chambres d'hôtes.
Au sein du territoire communal du massif des Brasses, on trouve des restaurants qui peuvent être d'altitude — quatre restaurants d'altitude dont deux sont accessibles directement à pied depuis le parking de Chaîne-d'or —, situés au sein-même de la station des Brasses ou au cœur des villages. Ces restaurants peuvent proposer des plats traditionnels et typiques ainsi que des spécialités régionales et certains servent aussi des assiettes gastronomiques. Depuis 2015, un snack a ouvert sur le parking des Places.
La station met à disposition deux salles hors sacs pour les usagers.

### Pollution
L'air dans les alentours du massif des Brasses est pur, de bonne qualité. La principale cause de pollution est le chauffage et les transports. Le risque d'allergie au pollen dans le secteur est moyen.

## Le domaine

### Pistes et remontées mécaniques
Le domaine skiable est composé de 21 pistes, pour un total de 50 kilomètres, et divisé en 3 secteurs : Télésiège Chenevières, Les Places et Chaine d'or. Sur ses 3 secteurs se répartissent 21 pistes plus ou moins dans les bois.
|    | Couleur de la piste | Nom de la piste  |
| 1  | Verte               | Chaine d'or      |
| 2  | Verte               | Baby Chaine d'or |
| 3  | Verte               | P'tit Loup       |
| 4  | Verte               | Baby la pointe   |
| 5  | Bleue               | La Mont-Blanc    |
| 6  | Bleue               | Les Pauses       |
| 7  | Bleue               | Les Allys        |
| 8  | Bleue               | La Léman         |
| 9  | Bleue               | Les Places       |
| 10 | Bleue               | Les Bons         |
| 11 | Rouge               | Le Chamois       |
| 12 | Rouge               | Bonnatrait       |
| 13 | Rouge               | La Mouille       |
| 14 | Rouge               | La Plagne        |
| 15 | Rouge               | Bellevouarde     |
| 16 | Rouge               | Les Verrets      |
| 17 | Rouge               | Le Crépyr        |
| 18 | Rouge               | Les Rothys       |
| 19 | Rouge               | La Pointe        |
| 20 | Noire               | La Joux          |
| 21 | Noire               | Le Mur           |

### Domaine nordique
Le domaine nordique de Plaine Joux est composé d'un site d'initiation (jaune) et de trois boucles : une verte (5 km), une rouge (15 km) et une noire (8 km), pour un total de 32,5 km.
Il existe par ailleurs sur l'autre versant le foyer de ski de fond de Villard - Plaine Joux, créé en 1973.
Depuis 2021, un nouveau magasin de ski est situé sur le plateau.

### Gestion
La station à la forme sociale d'un SIVU, il est présidé par un élu d'une des quatre communes membres. Depuis Mars 2021 le syndicat est présidé par Antoine Valentin, maire de Saint-Jeoire-en-Faucigny.

## Sports

### Sports d'hiver

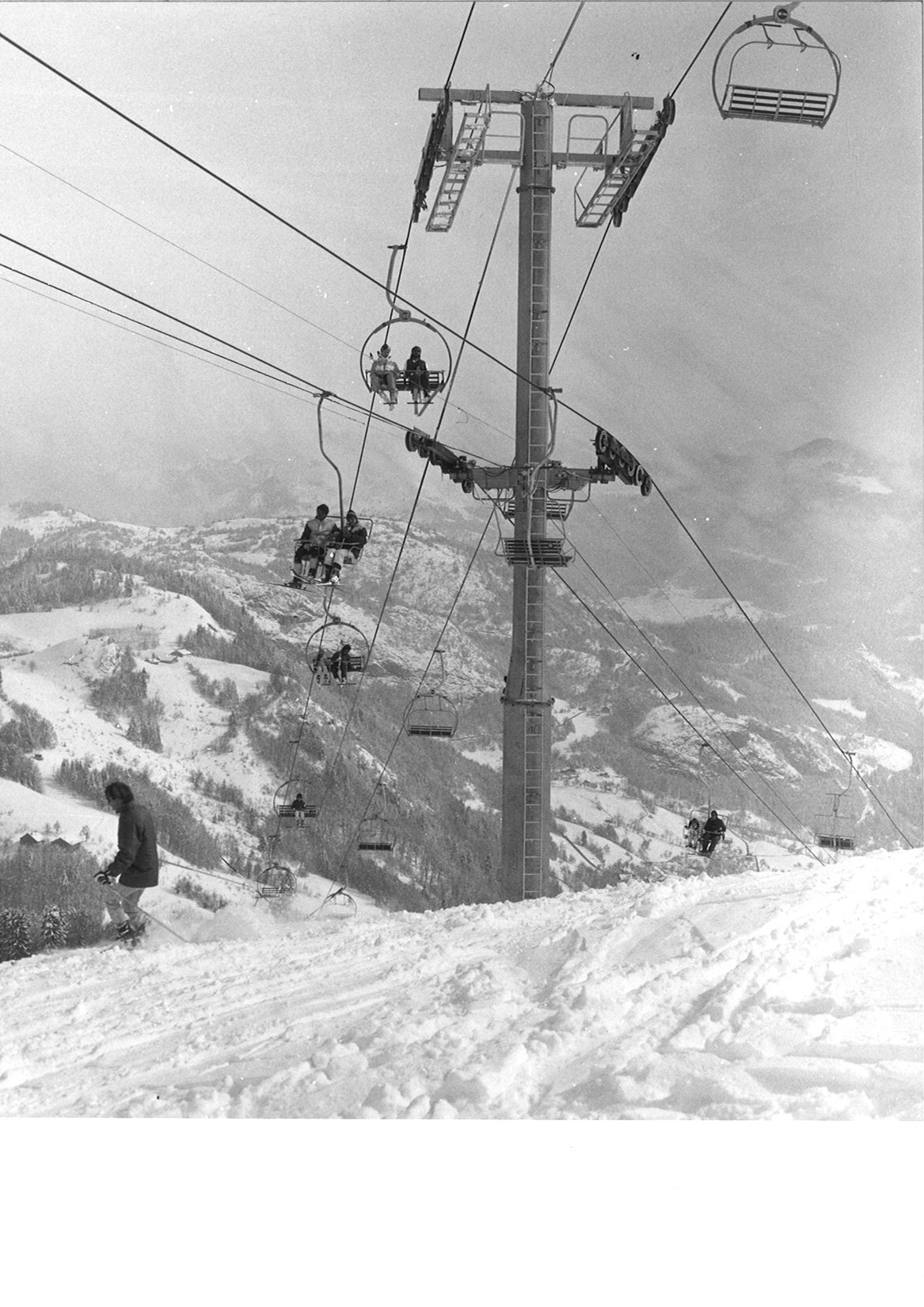
station des Brasses dans les années 1990

Les sports d'hiver sont les principales activités présentes sur le Massif; on y retrouve 21 pistes de ski alpin et 4 pistes de ski de fond. Il est également possible de faire de la luge, une piste de luge est située à Plaine-Joux. Et pour les adeptes des balades hivernales, des chiens de traineau et raquettes à neige sont à disposition.

### Période estivale
Lors de la période estivale, il est possible de pratiquer différentes activités de plein air; plusieurs sports aquatiques comme le rafting, le canyoning ainsi que le canoraft. Un mini-golf se trouve près du lac de montagne "Le Lac du Môle" à Viuz-en-Sallaz ainsi qu'une zone de pêche.
Il est aussi possible de faire du parapente ou de la randonnée pédestre, à dos d'âne ou en VTT, ainsi que de tester le biathlon ou la course d'orientation sur le plateau de Plaine-Joux.

## Pour aller plus loin